# Чепура ботсванійська
Чепура ботсванійська (Egretta vinaceigula) — вид птахів родини чаплевих (Ardeidae).

## Поширення
Центром ареалу чепури ботсванійської є дельта Окаванго, яка розташована на північному заході Ботсвани. Ця внутрішня дельта в центрі посушливої пустелі Калахарі з площею понад 20 000 км² є одним з найбільших і найбагатших тваринами водно-болотних угідь в Африці. Ареал виду простягається до річки Чобе в Ботсвані та смуги Капріві в Намібії. Є окремі спостереження в Замбії, Намібії та Анголі. Зрідка трапляється в Демократичній Республіці Конго, в Зімбабве та ПАР. За оцінками, популяція виду становить до 5 тис птахів.
Середовищем проживання чепури ботсванської є сезонно затоплювані території. Їжу воліє шукати на мілководді. На відкриті водойми виходить рідко.

## Опис

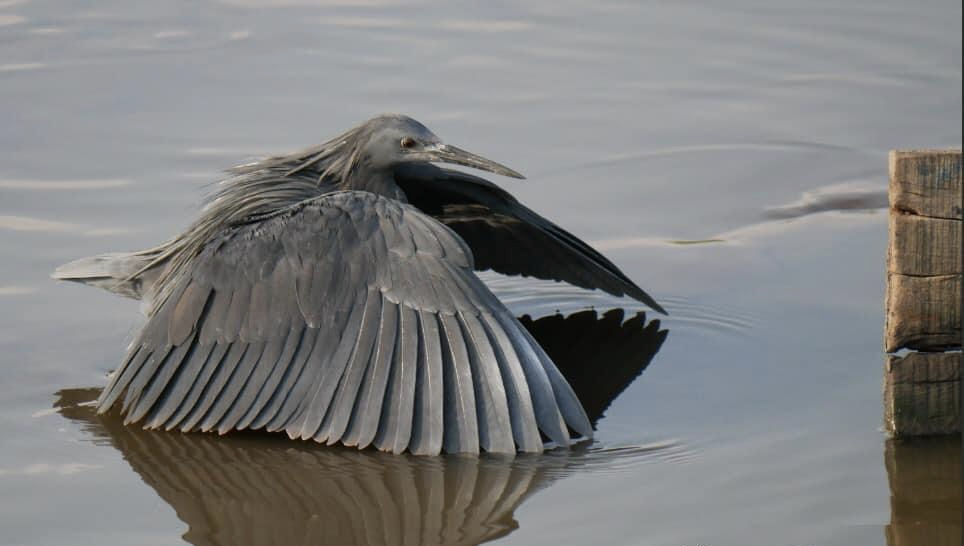
Чепура піл час полювання

Чапля завдовжки 43 см і вагою від 250 до 340 г. Основний колір оперення темно-синьо-сірий, який, однак, може виглядати майже чорним у польових спостереженнях. Дзьоб вузький і темний. Райдужка жовтувата. Горло і підборіддя, а також передня частина шиї червонувато-коричневі. На потилиці розташовані подовжені пір'я, які утворюють невеликий сірий чубок. Подовжені пір'я також зустрічаються на нижній частині шиї, а також на спині. Нижня сторона крил від кремового до блідо-блакитно-сірого. Ноги від жовтувато-сірого до жовто-зеленого кольору.